# リフレクティング・プール

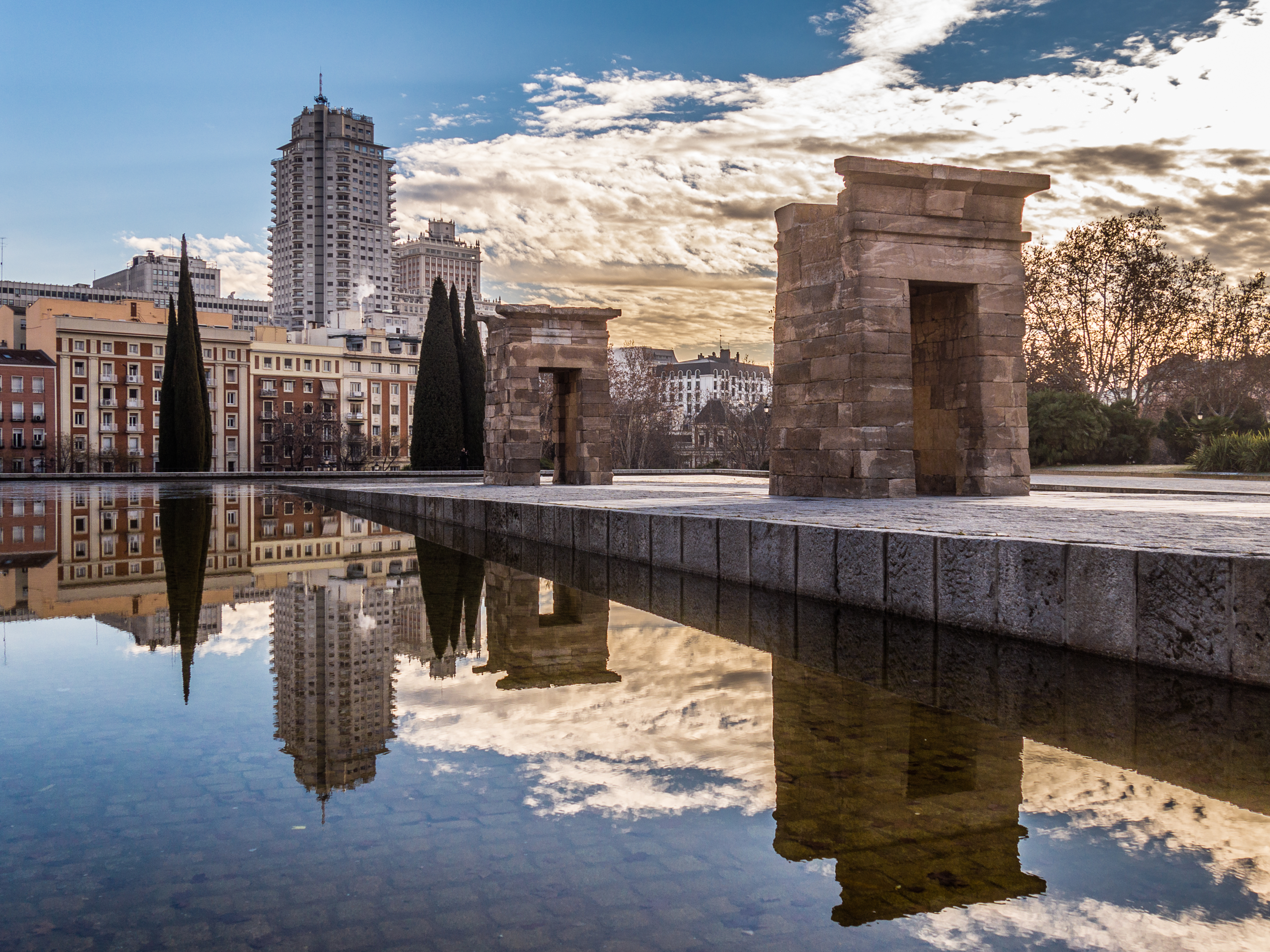
オエステ公園の水面に映えるデボー聖堂（スペイン、マドリッド）

リフレクティング・プール（英: Reflecting Pool）は周辺環境を反射して景観とする施設。水景物または水盤の一種であり、その英語による呼称（reflection poolとも）。対訳は反射池、また同じ発案をフランス語で「水鏡」（仏: Miroir d'eau）と呼ぶ。庭園や公園、墓地や史跡に設ける人工の池である。
通常、浅い水たまりを築いて反射面を形成し、水面を乱す噴水の噴流などの要素を制御する。

## 設計
起源は古代のペルシャ式庭園とされ、反射像を乱す波を制御するため、水深は池水の周辺部をやや深く築く例が多い。また面積は野鳥の沐浴用の「バードバス」ほど小ぶりのものから、景観の中心的な要素となる広大なものまで見られる。 

## おもなリフレクティング・プール

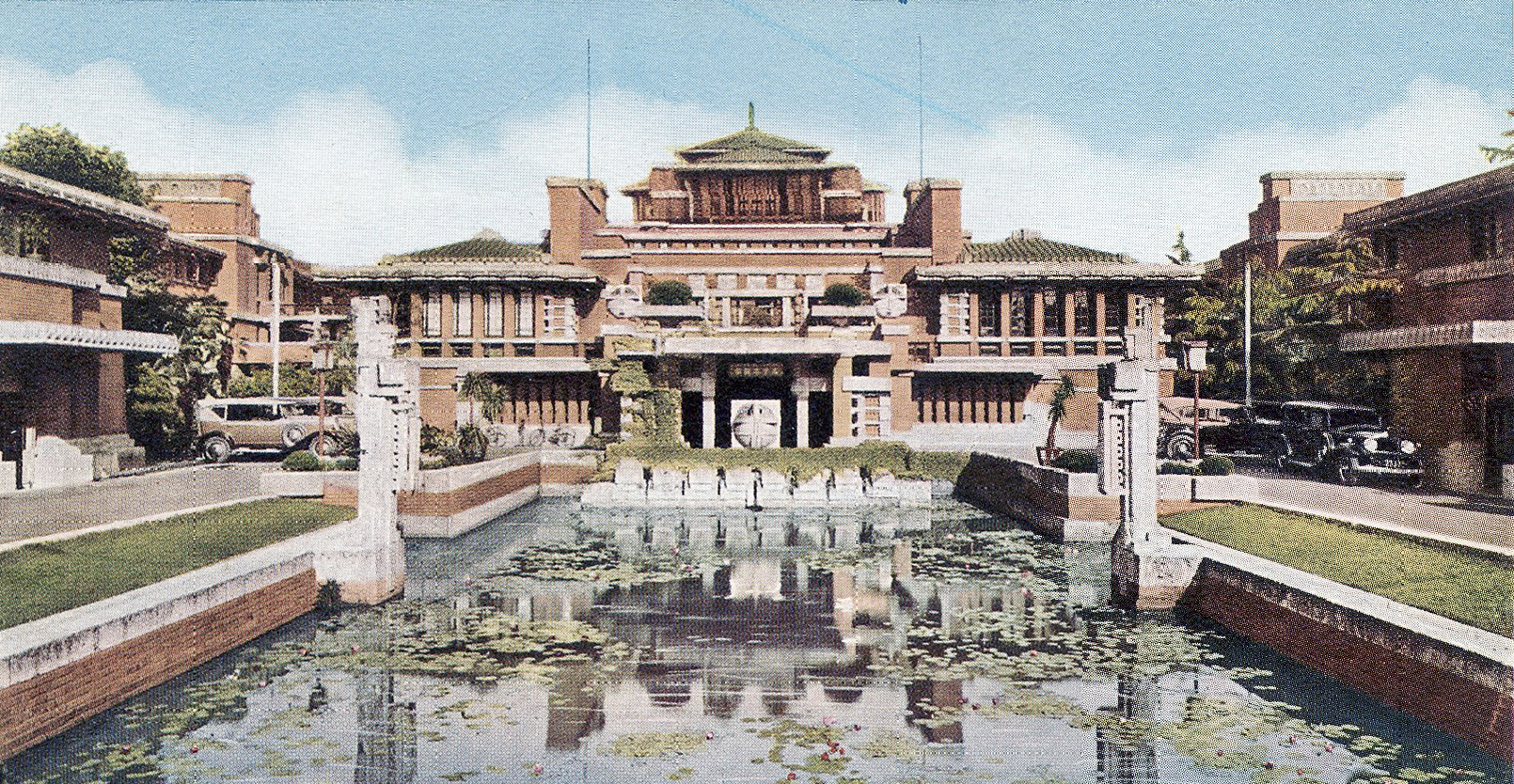
旧帝国ホテル前の池泉

### アジア
- タージマハル（※1）の景色を写し込むムガル庭園（英語）（インド、アグラ）
- チェール・ソトゥーン（英語）（※2）は世界遺産（イラン）。

### 南北アメリカ
50音順
- マーティン・ルーサー・キングJr.国立歴史公園（ジョージア州アトランタ）
- リンカーン記念堂※3とアメリカ国会議事堂それぞれの池水（ワシントンD.C.）

歴史的な事件の記念
- オクラホマシティ国定記念碑はオクラホマシティ連邦政府ビル爆破事件の現場に立つ国定記念建造物
- 国立9月11日記念館には、旧世界貿易センタービルのツインタワー跡地（英語）に2基、設けてある（ニューヨーク市 ※4）

現存しないもの
- ハリウッド・ボウルのステージ前には、かつて1953年頃 - 1972年頃、人工池があった。（カリフォルニア州ロサンゼルス[4]）

### ブラジル
- モダニズム建築の例：ブラジリアのプラナルト宮殿とアルボラーダ宮殿にある池

### ヨーロッパ
- ブルス広場の建物に囲まれた水鏡（※6）（フランス語）は、世界最大の例[5]（フランス、ボルドー）

## ギャラリー

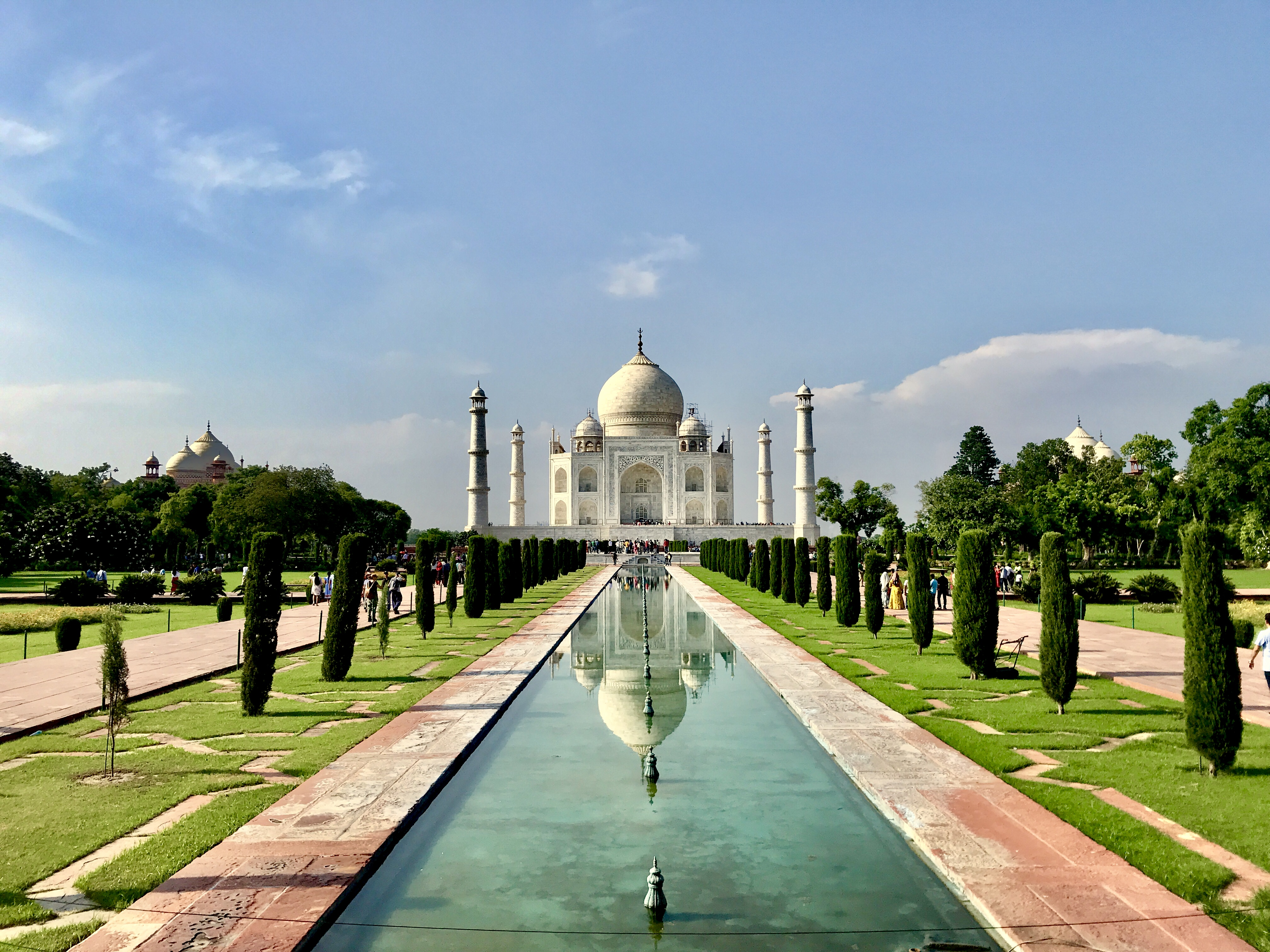
タージマハル※1
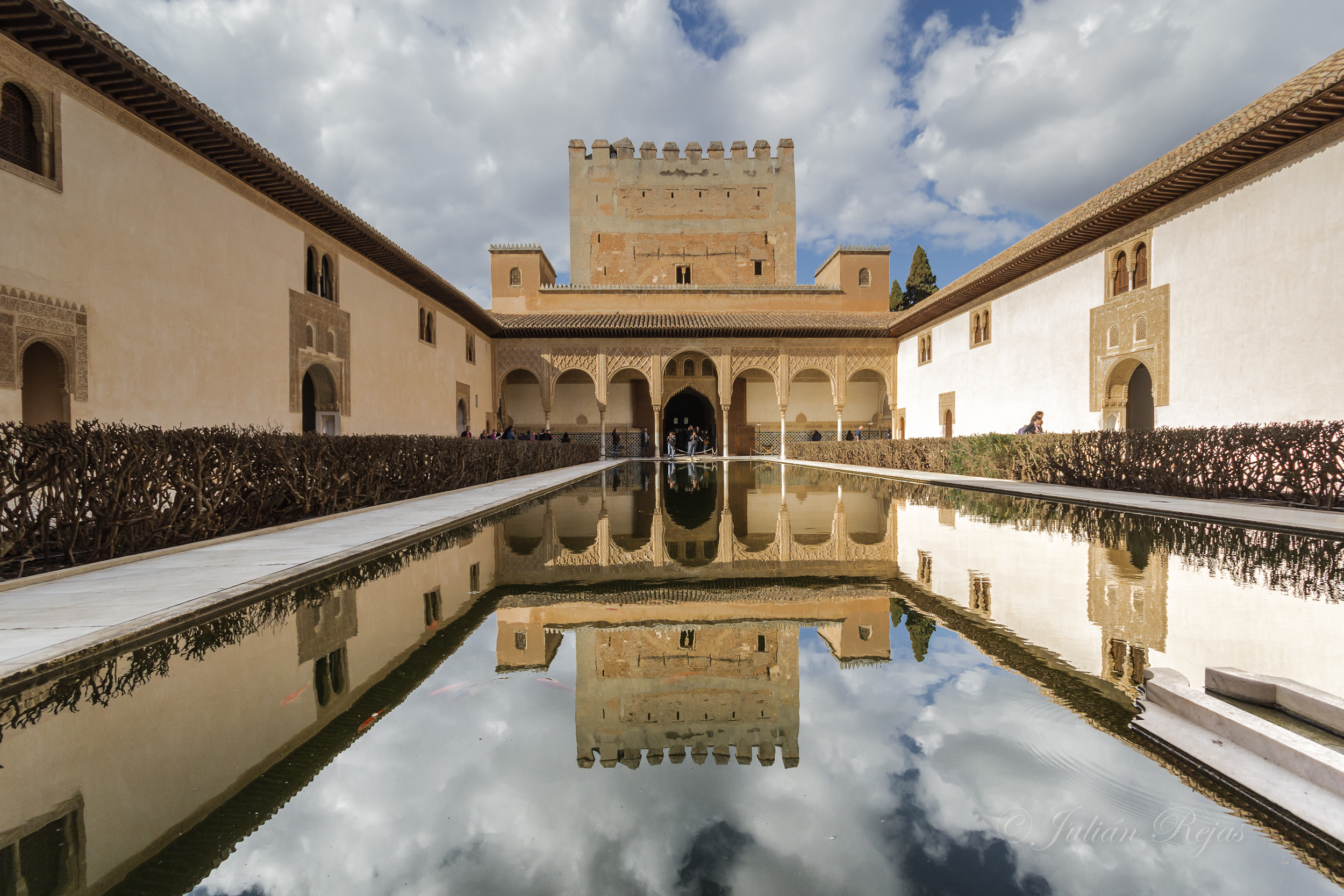
アルハンブラ宮殿のアラヤネス門の池（スペイン、グラナダ）
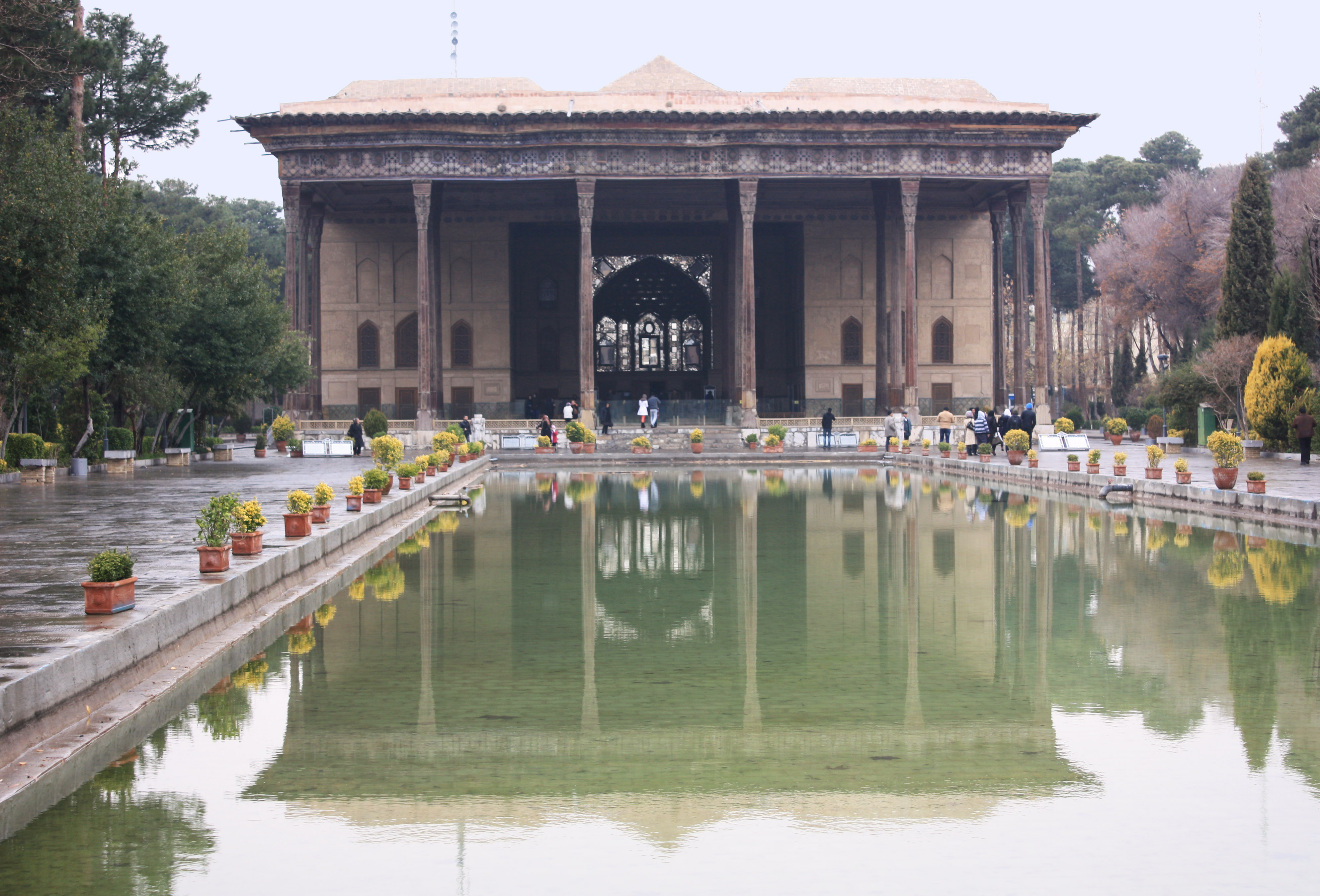
ペルシャ庭園のチェール・ソトゥーンは世界遺産※2
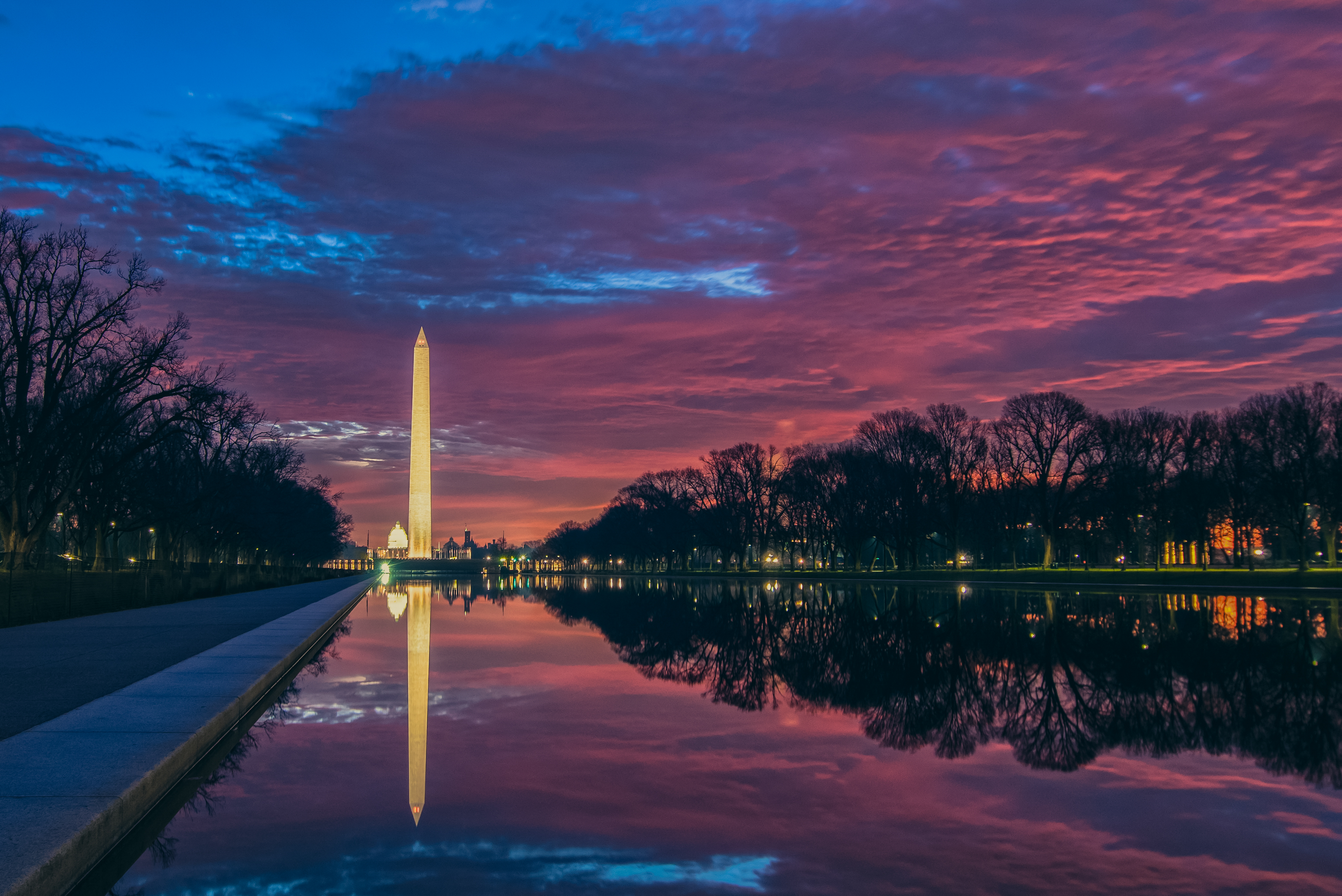
リンカーン記念堂前※3から水面ごしにワシントン記念塔を見る（ワシントンDC）
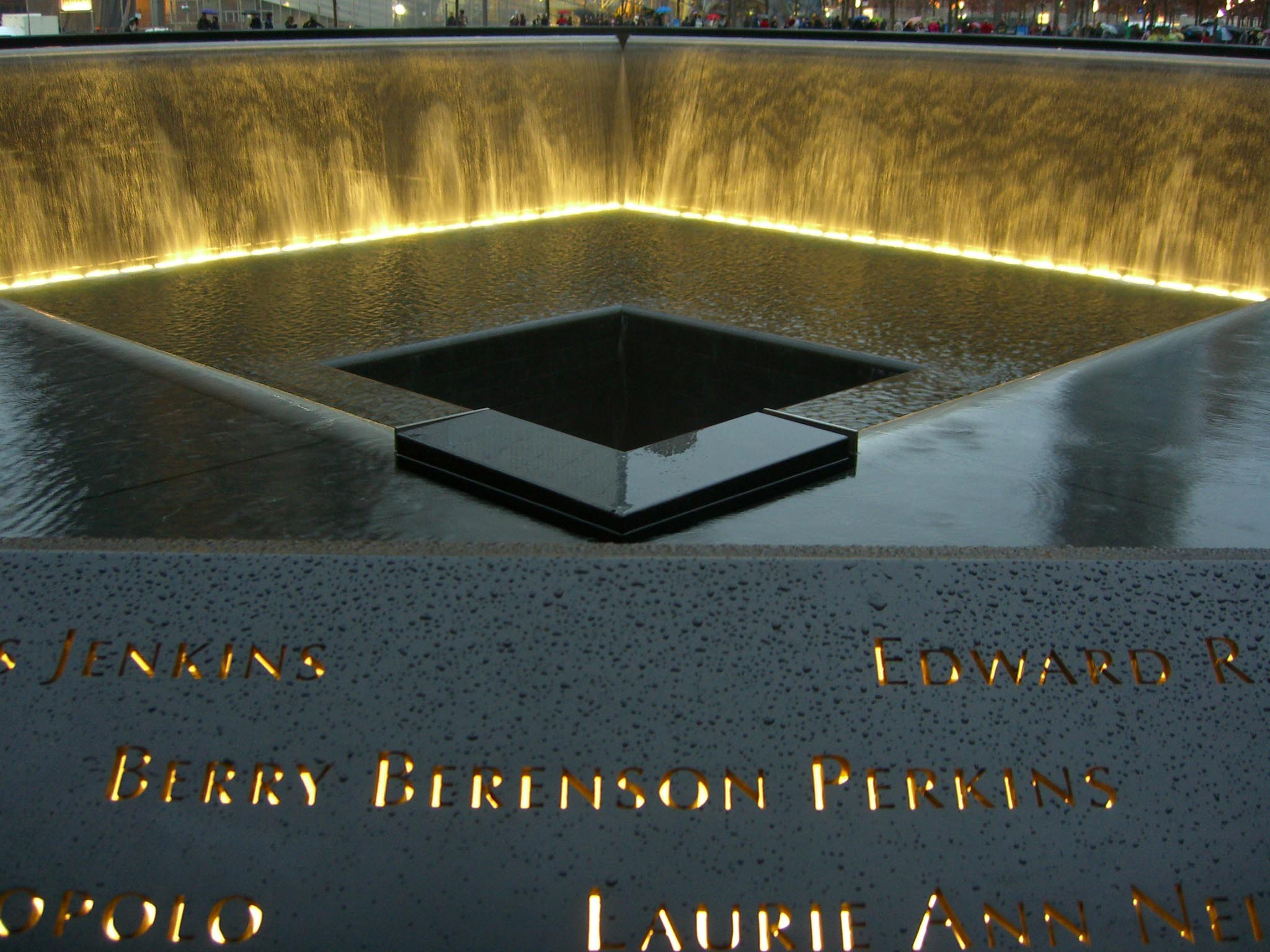
夕暮れのワールドトレードセンター前。国立9月11日記念館の北プール※4
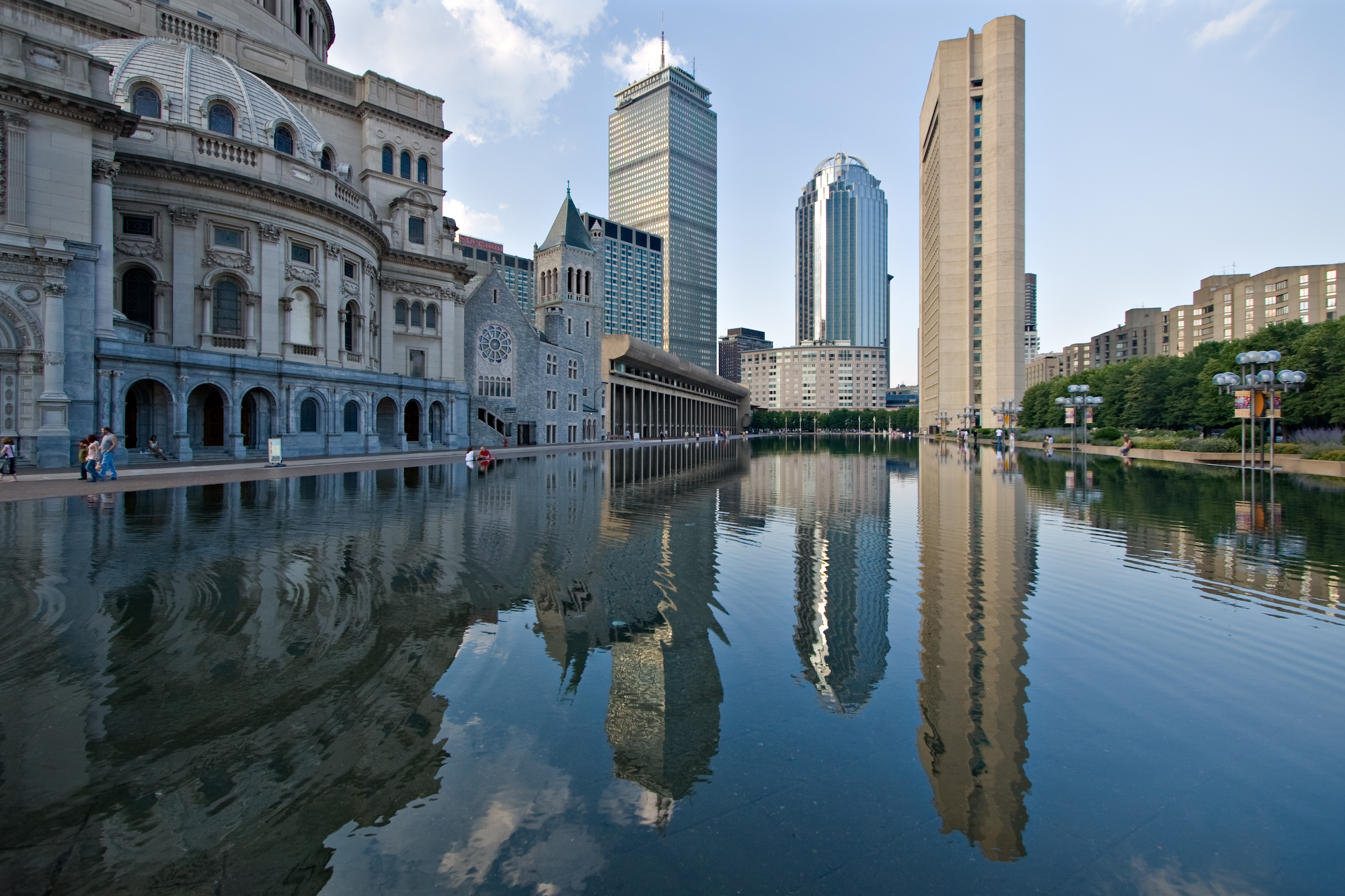
ボストン市のクリスチャン・サイエンス・センター前（en）（マサチューセッツ州）
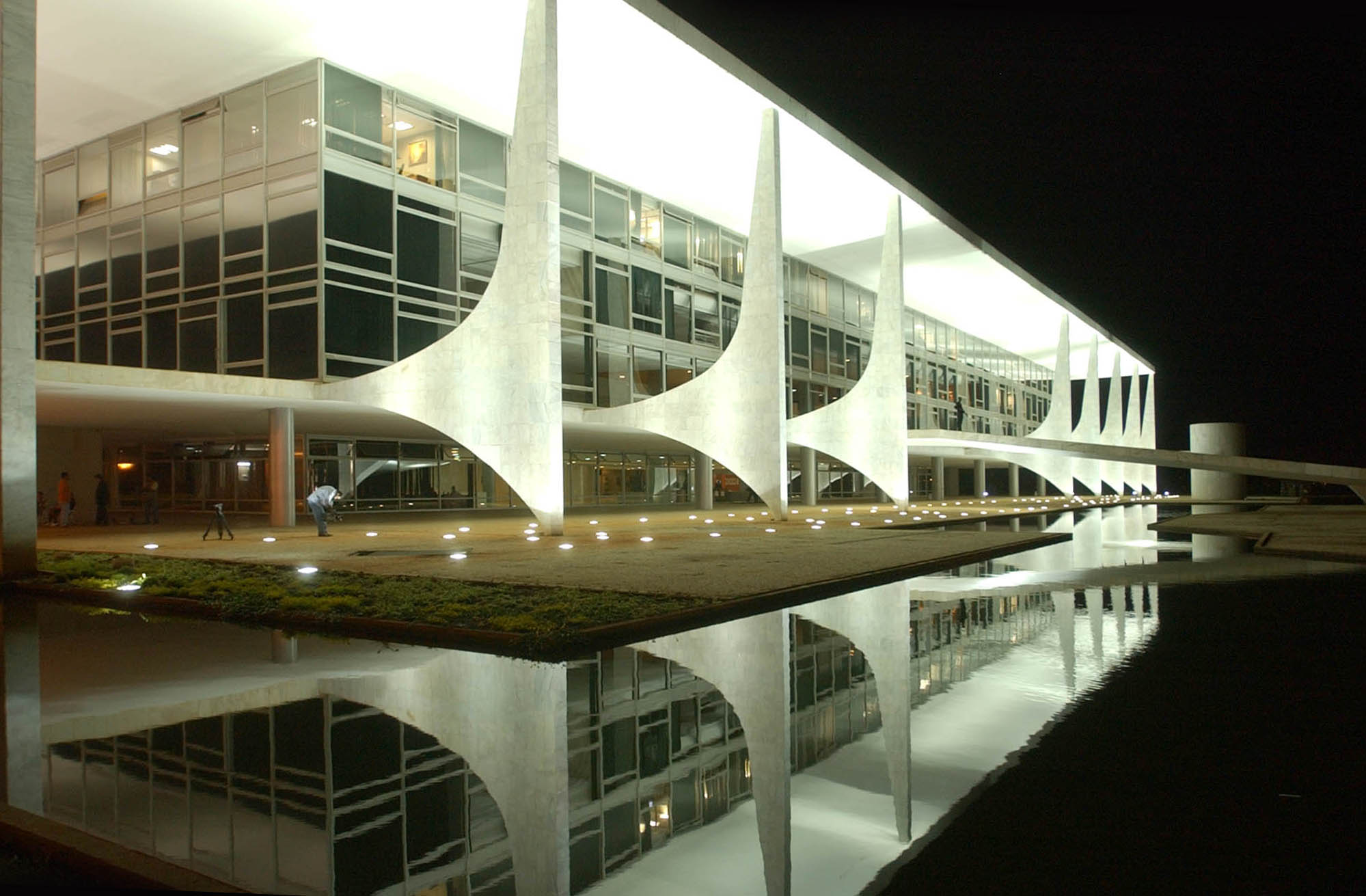
首都にあるプラナルト宮殿※6（ブラジル）
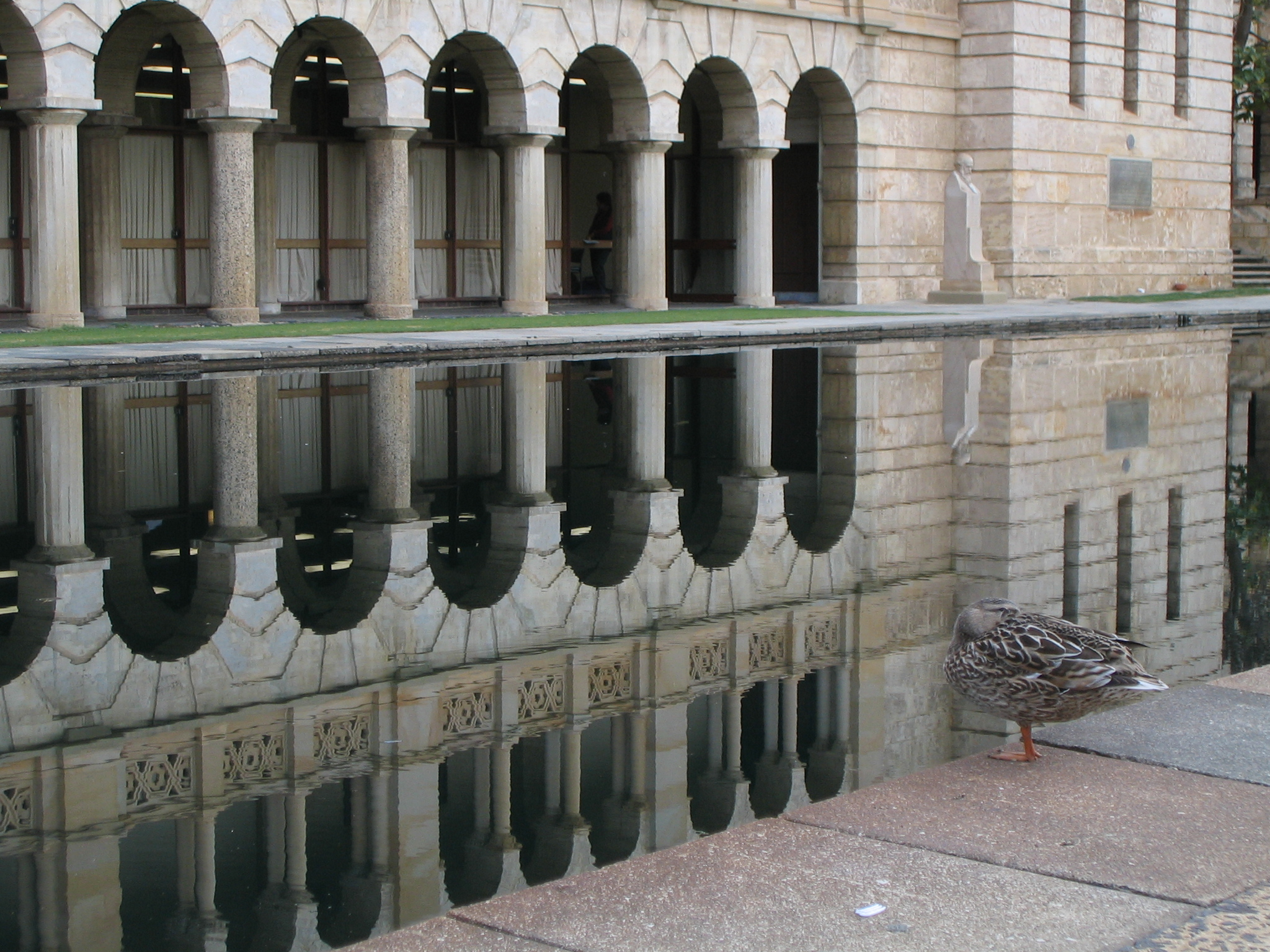
西オーストラリア大学
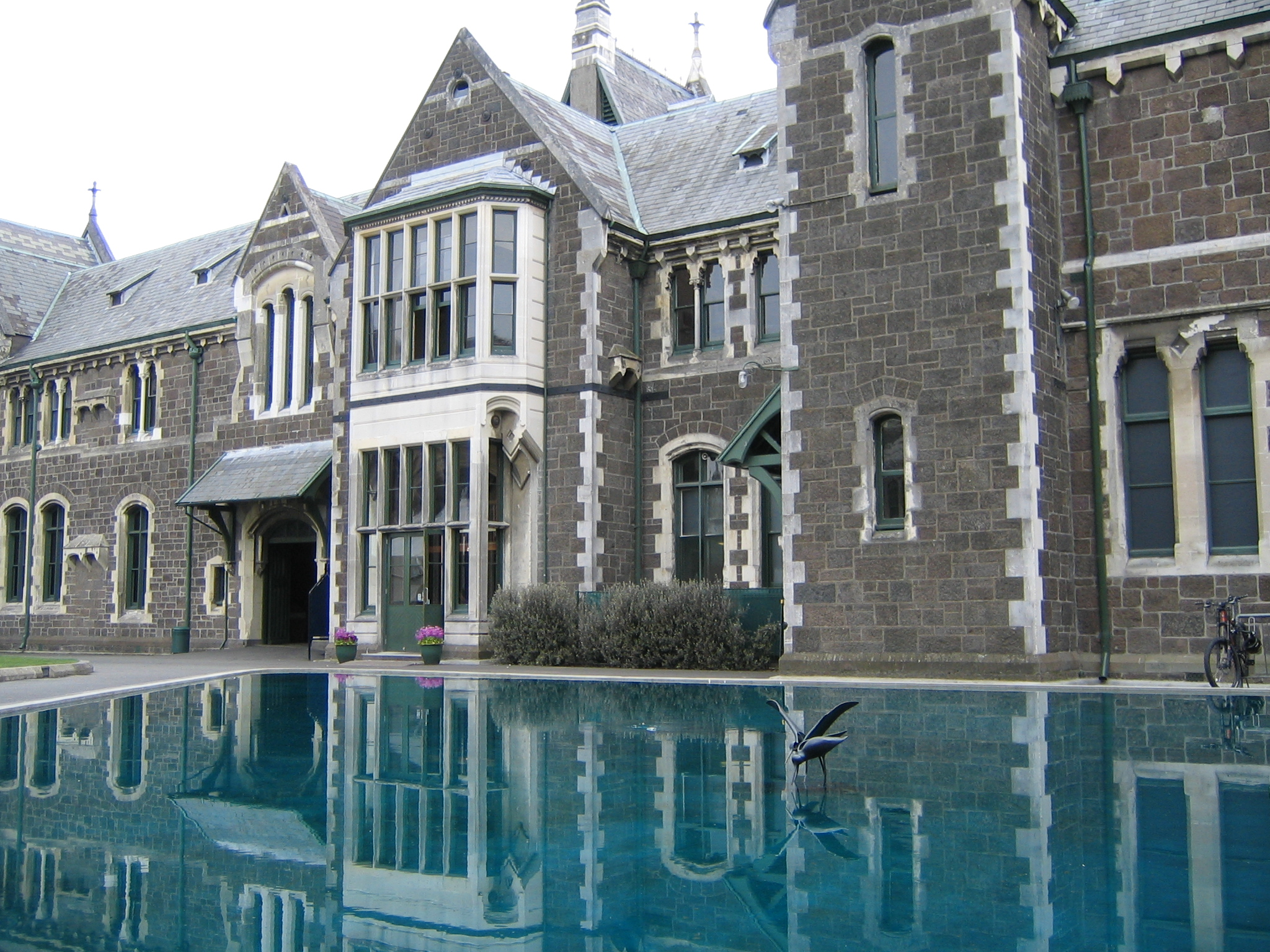
クライストチャーチ・アートセンター（ニュージーランド）

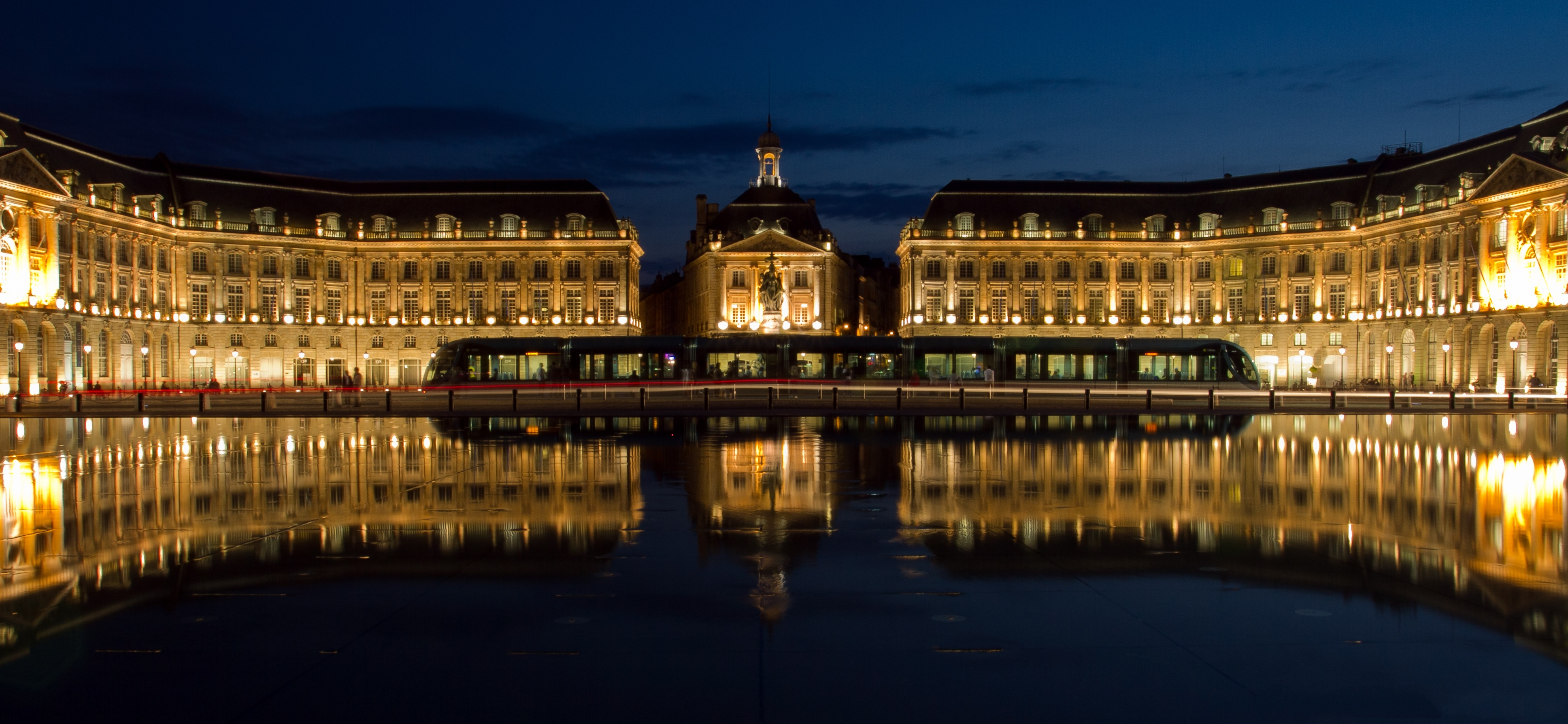
水鏡の夜景（フランス、ボルドー）^{※6}